# Constituição do Estado do Rio de Janeiro
A Constituição do Estado do Rio de Janeiro é a Lei estadual fundamental que rege o estado brasileiro do Rio de Janeiro, conforme princípios da Constituição Nacional do Brasil e foi promulgada pela Assembleia Estadual Constituinte  em 5 de outubro  de 1989.

## Preâmbulo
A Constituição Política fluminense tem o seguinte preâmbulo:
| “ | Nós, Deputados Estaduais Constituintes, no pleno exercício dos poderes outorgados pelo artigo 11 do Ato das Disposições Transitórias da Constituição da República Federativa do Brasil, promulgada em 5 de outubro de 1988, reunidos em Assembleia e exercendo nossos mandatos, em perfeito acordo com a vontade política dos cidadãos deste Estado quanto à necessidade de ser construída uma ordem jurídica democrática, voltada à mais ampla defesa da liberdade e da igualdade de todos os brasileiros, e ainda no intransigente combate à opressão, à discriminação e à exploração do homem pelo homem, dentro dos limites autorizados pelos princípios constitucionais que disciplinam a Federação Brasileira, promulgamos, sob a proteção de Deus, a presente CONSTITUIÇÃO DO ESTADO DO RIO DE JANEIRO. | ” |

## Corpo redacional
A redação do corpo ou texto da atual carta política do Rio de Janeiro compõe-se de uma literatura com 369 artigos e, a estes, acrescentam-se 92 artigos do texto do Ato das Disposições Constitucionais Transitórias.

### Corpo constituinte
GILBERTO RODRIGUES (Presidente), MESQUITA BRÁULIO (1º Vice-Presidente), PAULO ANTUNES (2º Vice-Presidente), OTON SÃO PAIO (3º Vice-Presidente), DOMINGOS FREITAS (4º Vice-Presidente), FERNANDO MIGUEL (1º Secretário), ADEMAR ALVES (2º Secretário), FARID ABRÃO DAVID (3º Secretário), PEDRO FERNANDES (4º Secretário), DAISY LÚCIDI (1º Suplente), DANIEL EUGÊNIO (2º Suplente), D'JANIR AZEVÊDO (3º Suplente), JOSIAS ÁVILA (Presidente da
Comissão Constitucional), ELMIRO COUTINHO (Relator Geral), NICANOR CAMPANÁRIO (ViceRelator), CARLOS MINC (Vice-Relator), MILTON TEMER (Vice-Relator), LUIS HENRIQUE LIMA (Vice-Relator), ACCÁCIO CALDEIRA, ALBANO REIS, ALBERTO BRIZOLA, ALBERTO DAUAIRE, ALCIDES FONSECA, ALEXANDRE CARDOSO, ALICE TAMBORINDEGUY, ALOISIO OLIVEIRA, ALTINO MOREIRA, AMADEU CHÁCAR, ANTÔNIO FRANCISCO NETO, ANTÔNIO LOPES FILHO, CARLOS CORREIA, CARLOS VIGNOLI, CLÁUDIO MOACYR, ELIAS CAMILO JORGE, ERALDO MACEDO, ERNANI COELHO, FERNANDO BANDEIRA, FERNANDO LOPES, FLORIANO CINELLI, GODOFREDO PINTO, GOUVÊA FILHO, HEITOR FURTADO, HELONEIDA STUDART, IBIRACY PEREIRA, JANDIRA FEGHALI, JARDANES DE OLIVEIRA, JOÃO CALDARA, JORGE ARMANDO, JOSÉ COZZOLINO, JOSÉ FIGORELLE, JOSÉ NADER, JOSÉ NICOLAU, LEÔNCIO VASCONCELLOS, LÚCIA ARRUDA, LUIS BARBOSA, LUIZ PAES SELLES, NAPOLEÃO VELLOSO, NIELSEN LOUZADA, NILO CAMPOS, NOÉ MARTINS, PAULO CORDEIRO, PAULO DUQUE, PEREIRA PINTO, ROBERTO FIGUEIREDO, ROBERTO PINTO, RUBENS BOMTEMPO, SÉRGIO DINIZ, SILVÉRIO DO ESPÍRITO SANTO, WALDIR VIEIRA e YARA VARGAS.

## Primeira emenda
A constituição estadual fluminense teve sua primeira emenda promulgada no dia 26 de junho de 1991 e publicada no Diário Oficial do Estado do Rio de Janeiro na edição de 4 de julho do ano idem.

## Histórico das constituições do estado
O estado do Rio de Janeiro já construiu outras Constituições Políticas conforme necessidade de acompanhar a realidade constitucional nacional. Assim, por sua vez, o estado já foi regido pelas seguintes Cartas Magnas Estaduais:
- Constituição do Estado do Rio de Janeiro de 1890, promulgada pelo Decreto nº 147, de 15 de novembro de 1890, e aprovada pelo congresso constituinte em 26 de julho de 1891. Essa constituição estadual, como outras da época, estabelecia que o Poder Legislativo estadual fosse bicameral, ou seja, com uma Câmara de deputados, tendo 40 membros, e um Senado Estadual, sendo que sua composição teria a proporção de um senador para cada 2 deputados, o que totalizava 20 membros (Art. 19).[5]
- Constituição do Estado do Rio de Janeiro de 1892, promulgada em 9 de abril de 1892.[6][7]
  - Reforma constitucional do Estado do Rio de Janeiro de 1903[8]
  - Reforma constitucional do Estado do Rio de Janeiro de 1920[9]
  - Reforma constitucional do Estado do Rio de Janeiro de 1928[10]
- Constituição do Estado do Rio de Janeiro de 1936[11]
- Constituição do Estado do Rio de Janeiro de 1947[12]
- Constituição do Estado do Rio de Janeiro de 1967[13]
- Constituição do Estado do Rio de Janeiro de 1975[14]